# 沃爾科特冰原
84°23′S 162°40′E / 84.383°S 162.667°E
沃爾科特冰原（英語：Walcott Névé），是南極洲的冰原，位於沙克爾頓海岸，面積910平方公里，以馬歇爾山脈、劉易斯崖和劉易斯崖為界，由新西蘭探險隊的地質學家命名，現時由南極條約體系管理。